# Zindzi Mandela
Zindziswa Mandela, detta Zindzi (Soweto, 23 dicembre 1960 – Johannesburg, 13 luglio 2020), è stata un'attivista, diplomatica e scrittrice sudafricana.

## Biografia
Terzogenita del leader anti-apartheid Nelson Mandela e di Winnie Madikizela-Mandela, fu come i genitori una tenace attivista contro il razzismo. Laureata all'Università di Città del Capo, fu ambasciatrice sudafricana in Danimarca dal 2014 al 2019.
Morì nel luglio del 2020 in un ospedale di Johannesburg, dopo essere risultata positiva al COVID-19. Lasciò quattro figli, tra cui l'attivista e scrittrice Zoleka Mandela.